# Acid melisic
Acidul melisic (cunoscut și sub denumirea de acid triacontanoic) este un acid carboxilic liniar cu formula de structură restrânsă CH3-(CH2)28-COOH. Este un acid gras saturat, având 30 atomi de carbon. Denumirea sa provine din greacă, unde μέλισσα (mélissa) înseamnă „miere de albine“ (deoarece se regăsește în ceară de albine).